# Cơ cấu xã hội
Cơ cấu xã hội (tiếng Anh: social structure) là mối liên hệ vững chắc của các thành tố trong hệ thống xã hội. Các cộng đồng xã hội (dân tộc, giai cấp, nhóm xã hội,...) là những thành tố cơ bản. Về phần mình, mỗi cộng đồng xã hội lại có cơ cấu phức tạp với những tầng lớp bên trong và những mối liên hệ giữa chúng. Một số nhà lý thuyết xã hội còn đưa ra định nghĩa: "Cơ cấu xã hội là mô hình của các mối liên hệ giữa các thành phần cơ bản trong một hệ thống xã hội. Những thành phần này tạo nên bộ khung cho tất cả các xã hội loài người, mặc dầu tính chất của các thành phần và các mối quan hệ giữa chúng biến đổi từ xã hội này đến xã hội khác. Những thành phần quan trọng nhất của cơ cấu xã hội là vị trí, vai trò, nhóm và các thiết chế,...".
Cơ cấu xã hội là một khái niệm rộng không chỉ liên quan tới hành vi xã hội mà còn là mối tương tác giữa các yếu tố khác nhau của hệ thống xã hội. Cơ cấu xã hội cũng bao gồm cả các thiết chế gia đình, dòng họ, tôn giáo, kinh tế, chính trị, văn hóa, hệ thống chuẩn mực giá trị, cũng như hệ thống các vị trí, vai trò xã hội, v.v... Xã hội là một tổ chức phức tạp, đa dạng của các mối liên hệ cá nhân, tổ chức xã hội và xã hội. Cơ cấu xã hội có mối quan hệ chặt chẽ, hữu cơ với các quan hệ xã hội. Cơ cấu xã hội là nội dung có tính chất bản thể luận của các quan hệ xã hội, là cơ sở của sự tồn tại và phát triển của các quan hệ xã hội.

## Yếu tố chủ yếu của cơ cấu xã hội

### Địa vị xã hội
Địa vị xã hội (social status) để chỉ thứ bậc của một cá nhân được xác định bởi sự giàu có, sự ảnh hưởng và uy tín. Dẫu vậy, các nhà xã hội học sử dụng thuật ngữ "địa vị" với một sự khác biệt với nghĩa một vị trí trong nhóm hoặc một xã hội. Điều đó do ý nghĩa của các địa vị mà chúng ta xác định một người nào đó trong những cấu trúc xã hội khác nhau.
Quan điểm về địa vị xã hội
1. Quan điểm thứ nhất, Địa vị xã hội giống như một vị trí (position) trong một cơ cấu không ngụ ý về trật tự hay thứ bậc - theo cách xác định này, về bản chất: địa vị đồng nghĩa với vị trí.
2. Quan điểm thứ hai, là quan điểm thể hiện sự nhấn mạnh khía cạnh xếp loại của địa vị và các nhóm địa vị.

### Vai trò xã hội
Vai trò, như là động lực, đưa những địa vị vào cuộc sống, vai trò và địa vị không thể tách rời nhau, và sự phân biệt giữa chúng chỉ là trong nhận thức khoa học. Không thể có vai trò mà không có địa vị hoặc ngược lại. Một vai trò đem lại khía cạnh động lực của một địa vị. Cũng như trường hợp của địa vị, thuật ngữ vai trò được dùng với một nghĩa kép. Mỗi một cá nhân có một loạt vai trò, được đem từ những hình mẫu xã hội khác nhau. Trong cuộc đời, mỗi cá nhân thực hiện một số vai trò khác nhau, lần lượt hoặc đồng thời, và tổng hợp tất cả các vai trò xã hội của cá nhân đã thực hiện từ khi sinh ra cho đến lúc chết tạo thành nhân cách của cá nhân đó.
Cần phải hiểu rằng, cá nhân không hoàn toàn thực hiện được vai trò của cá nhân đó nếu không có sự hợp tác của nhóm xã hội mà cá nhân đó tham gia. Ví dụ sẽ không có hoạt động của thầy thuốc nếu không có bệnh nhân, hay sẽ không có giáo viên mà không có học sinh, v.v... Mặt khác, sự thực hiện vai trò được hoàn thành bởi sự tương tác với tác nhân khác hoặc với các tác nhân khác. Như vậy, quyền của một tác nhân đồng thời cũng là những nghĩa vụ về vai trò của đối tác của cá nhân đó; ví dụ, người chồng được chăm sóc bởi người vợ: nấu ăn, giặt giũ,..., người vợ khi thực hiện các công việc đó có quyền được hỗ trợ và những quyền này lại là nghĩa vụ của người chồng - Tất cả các vai trò có các quyền và các nghĩa vụ.
Một vai trò là một tập hợp các mong đợi, các quyền, và những nghĩa vụ được gán cho một địa vị cụ thể. Những sự mong đợi này xác định các hành vi của con người được xem như là phù hợp và không phù hợp với người chiếm giữ một địa vị.

## Cơ cấu xã hội cơ bản
- Cơ cấu xã hội - dân số;
- Cơ cấu xã hội - lứa tuổi;
- Cơ cấu xã hội - lãnh thổ;
- Cơ cấu xã hội - học vấn, nghề nghiệp;
- Cơ cấu xã hội - giai cấp.[1]